# Оньевиль
Оньеви́ль (фр. Ognéville) — коммуна во французском департаменте Мёрт и Мозель, региона Лотарингия. Относится к  кантону Везелиз.

## География
Оньевиль расположен в 26 км к югу от Нанси. Соседние коммуны: Аммевиль на севере, Везелиз на северо-востоке, Кевиллонкур на востоке, Вронкур и Этреваль на юге, Витре на северо-западе.

## Демография
Население коммуны на 2010 год составляло 122 человека.
| 1962 | 1968 | 1975 | 1982 | 1990 | 1999 | 2010 |
| ---- | ---- | ---- | ---- | ---- | ---- | ---- |
| 137  | 129  | 115  | 128  | 119  | 116  | 122  |